# Acacia acanthophora
Acacia acanthophora é uma espécie de leguminosa do gênero Acacia, pertencente à família Fabaceae.